# Margaretamys parvus
Margaretamys parvus es una especie de roedor de la familia Muridae.

## Distribución geográfica
Se encuentra sólo en las selvas montanas en el centro de Célebes (Indonesia).

## Estado de conservación
Se encuentra amenazada por la pérdida de su hábitat natural.